# Ленґ (потік)
Ленґ (пол. Łęg)   — потік в Україні у Львівському районі Львівської області. Ліва притока річки Віжомлі (басейн Дністра).

## Опис
Довжина потоку приблизно 5,88 км, найкоротша відстань між витоком і гирлом — 5,06  км, коефіцієнт звивистості річки — 1,16 . Формується декількома струмками та загатою.

## Розташування
Бере початок на північно-східній стороні від села Малнівська Воля. Тече переважо на північний схід через села Сарни та Любині і впадає у річку Віжомлю (колишня річка Щан, нині канал), ліва притока річки Шкло.

## Цікаві факти
- Від гирла потоку на північній стороні на відстані приблизно 2,44 км пролягає автошлях М03[3] (міжнародна автомобільна дорога загального користування державного значення[5] на території України, Львів — Краковець — пункт пропуску Краківець (державний кордон з Польщею).)